# Paul Ourselin
Paul Ourselin (* 13. dubna 1994 Saint-Pierre-sur-Dives) je francouzský profesionální silniční cyklista jezdící za UCI ProTeam Team TotalEnergies.